# Зенкей
Зенкей — деревня в Селтинском районе Удмуртской республики.

## География
Находится в западной части Удмуртии на расстоянии приблизительно 23 км на восток по прямой от районного центра села Селты.

## История
Известна с 1873 года как починок Над ключем Ушнетом (Черкачи, Зянкеев) с 12 дворами, в 1893 (починок Зинькеевский) — 28, в 1905 — 35. В 1924 (уже деревня Зенкей) — 49. Зянкей с 1932 года. Снова Зенкей с 1965 года. До 2021 года входила в состав Узинского сельского поселения.

## Население
Постоянное население составляло 108 человек (1873), 176 (1893, все русские), 233 (1905), 240 (1924), 26 человек в 2002 году (русские 69 %), 20 в 2012.